# Ничушки
Ничушки — деревня в Горностаевском сельском поселении Михайловского района Рязанской области России.
Некогда у селения были и другие названия: Нечихинская и Нечухина.
В «Списках населенных мест Российской империи» по Рязанской губернии за 1862 год указано, что на расстоянии 16-17 верст от уездного города Михайлова существовало две деревни с одинаковыми названиями — Нечушки большие и Нечушки малые. Возможно, со временем, селения слились в одно, а возможно, одна из деревень прекратила своё существование.

## География
Климат
Климат умеренно континентальный, характеризующийся тёплым, но неустойчивым летом, умеренно суровой и снежной зимой. Ветровой режим формируется под влиянием циркуляционных факторов климата и физико-географических особенностей местности. Атмосферные осадки определяются главным образом циклонической деятельностью и в течение года распределяются неравномерно.
Согласно статистике ближайшего крупного населённого пункта — г. Рязани, средняя температура января −7.0 °C (днём) / −13.7 °C (ночью), июля +24.2 °C (днём) / +13.9 °C (ночью).
Осадков около 553 мм в год, максимум летом.
Вегетационный период около 180 дней.

## Население
| 2010 |
| ---- |
| 0    |